# Polyptychus coryndoni
Polyptychus coryndoni là một loài bướm đêm thuộc họ Sphingidae. Nó được tìm thấy ở Brachystegia woodland from Zimbabwe to Malawi, Zambia, Cộng hòa Dân chủ Congo và Tanzania. Nó cũng được tìm thấy ở miền bắc Nigeria.
Chiều dài cánh trước là 34–38 mm đối với con đực và 39–43 mm đối với con cái. Cánh trước màu xám với các vạch kẻ ngang màu xám.